# ルーク・コーネット
ルーク・フランシス・コーネット（Luke Francis Kornet, 1995年7月15日 - ）は、アメリカ合衆国・ケンタッキー州レキシントン出身のプロバスケットボール選手。NBAのサンアントニオ・スパーズに所属している。ポジションはセンター。

## 経歴

### ニューヨーク・ニックス
2017年のNBAドラフトでは指名はなく、ニューヨーク・ニックスの一員としてサマーリーグに参加した。7月3日にニックスとのツーウェイ契約を結んだ。2018年2月8日のトロント・ラプターズ戦でNBAデビューを果たして11得点（内3ポイントシュート3本）、10リバウンド、4ブロックを記録し、NBAデビュー戦で3ポイントシュート3本成功・4ブロックを記録した史上初の選手となった。
7月6日にニックスとの本契約を結んだ。2019年4月9日のシカゴ・ブルズ戦でキャリアハイとなる6ブロックを含む12得点、13リバウンドを記録し、チームは96-86で勝利した。

### シカゴ・ブルズ
7月17日にシカゴ・ブルズとの2年総額450万ドルで契約を結んだ。

### ボストン・セルティックス
2021年3月25日に3チームが絡むトレードでボストン・セルティックスへ移籍した。
10月16日にセルティックスとの再契約したが、直後に解雇された。

### メイン・セルティックス
同月23日にNBAGリーグのメイン・セルティックスと契約した。 

### クリーブランド・キャバリアーズ
12月21日にクリーブランド・キャバリアーズとの10日間契約した。

### ミルウォーキー・バックス
2022年1月3日にミルウォーキー・バックスとの10日間契約を結んだ。

### メイン復帰
1月14日に再びメイン・セルティックスに獲得された。

### ボストン復帰
2022年、2月11日にボストン・セルティックスとのシーズン終了までの契約でセルティックスに複帰、12試合でプレーしたこのシーズン、チームはNBAファイナルに進出したが、ゴールデンステート・ウォリアーズに第6戦の末に敗れた。7月1日にセルティックスとの再契約に合意した。 
その後もかなり短いプレイタイムしか与えられていなかったが、2023-24シーズンのプレーオフでは、クリスタプス・ポルジンギスの負傷離脱もあって出場時間を延ばした。チームはNBAファイナルに進出し、自身初となるNBAチャンピオンを獲得した。
2024年7月2日にセルティックスと再契約した。
2024-25シーズン、3月30日のサンアントニオ・スパーズ戦で15得点に加えて、キャリアハイとなる16リバウンドを記録した。同シーズン、主にアル・ホーフォードの控えとしてプレーしたにも関わらず、レギュラーシーズンではチームの総オフェンシブリバウンド388本の半数近い190本のリバウンドを記録した。ニューヨーク・ニックスとのプレーオフ準決勝第5戦ではキャリアハイとなる7つのブロックショットを記録した。

### サンアントニオ・スパーズ
2025年7月7日、4年4100万ドルでサンアントニオ・スパーズと契約した。
背番号は嘗てファブリシオ・オベルトが着けていた7を選び、コーネットはメディアに対し、ティム・ダンカンの3分の1の選手になりたいという思いから背番号7を選んだと話した
。

## その他
ヴァンダービルト大学時代には3ポイントを得意とするビッグマンとして知られ、4年間で150本を成功させ、7フッターの選手としてのNCAA新記録を樹立したが、NBA入り後徐々にアテンプト数を減らした。

## 個人成績

### NBA

#### レギュラーシーズン
| シーズン | チーム | GP  | GS | MPG  | FG%  | 3P%   | FT%  | RPG | APG | SPG | BPG | PPG |
| -------- | ------ | --- | -- | ---- | ---- | ----- | ---- | --- | --- | --- | --- | --- |
| 2017–18  | NYK    | 20  | 1  | 16.3 | .392 | .354  | .727 | 3.2 | 1.3 | .3  | .8  | 6.7 |
| 2018–19  | NYK    | 46  | 18 | 17.0 | .378 | .363  | .826 | 2.9 | 1.2 | .6  | .9  | 7.0 |
| 2019–20  | CHI    | 36  | 14 | 15.5 | .438 | .287  | .714 | 2.3 | .9  | .3  | .7  | 6.0 |
| 2020–21  | CHI    | 13  | 0  | 7.2  | .333 | .261  | .500 | 1.2 | .3  | .2  | .5  | 2.0 |
| 2020–21  | BOS    | 18  | 2  | 14.1 | .473 | .250  | .500 | 2.9 | 1.1 | .1  | 1.4 | 4.4 |
| 2021–22  | CLE    | 2   | 0  | 7.4  | .200 | .000  | .667 | 1.5 | .5  | .0  | .5  | 2.0 |
| 2021–22  | MIL    | 1   | 0  | 3.0  | .000 | ---   | ---  | 1.0 | .0  | .0  | .0  | .0  |
| 2021–22  | BOS    | 12  | 0  | 7.1  | .571 | .000  | .667 | 2.1 | .7  | .3  | .2  | 2.2 |
| 2022–23  | BOS    | 69  | 0  | 11.7 | .665 | .231  | .821 | 2.9 | .8  | .2  | .7  | 3.8 |
| 2023–24  | BOS    | 63  | 7  | 15.6 | .700 | 1.000 | .907 | 4.1 | 1.1 | .4  | 1.0 | 5.3 |
| 2024–25  | BOS    | 73  | 16 | 18.6 | .668 | .000  | .691 | 5.3 | 1.6 | .5  | 1.0 | 6.0 |
| 通算     | 通算   | 353 | 58 | 14.9 | .536 | .321  | .770 | 3.5 | 1.1 | .3  | .8  | 5.2 |

#### プレーオフ
| シーズン | チーム | GP | GS | MPG  | FG%   | 3P%   | FT%   | RPG | APG | SPG | BPG | PPG |
| -------- | ------ | -- | -- | ---- | ----- | ----- | ----- | --- | --- | --- | --- | --- |
| 2021     | BOS    | 2  | 0  | 2.5  | 1.000 | ---   | .500  | 1.5 | .0  | .0  | .0  | 1.5 |
| 2022     | BOS    | 10 | 0  | 2.0  | .750  | 1.000 | ---   | .5  | .1  | .0  | .0  | .7  |
| 2023     | BOS    | 8  | 0  | 4.0  | .875  | 1.000 | 1.000 | 1.3 | .0  | .0  | .1  | 2.1 |
| 2024     | BOS    | 13 | 0  | 10.2 | .667  | ---   | .846  | 3.2 | .5  | .1  | .4  | 3.0 |
| 2025     | BOS    | 11 | 1  | 16.4 | .724  | ---   | 1.000 | 3.9 | .5  | .5  | 1.2 | 4.5 |
| 通算     | 通算   | 43 | 1  | 8.6  | .730  | 1.000 | .880  | 2.4 | .3  | .2  | .4  | 2.7 |

### カレッジ
| シーズン | チーム           | GP  | GS | MPG  | FG%  | 3P%  | FT%  | RPG | APG | SPG | BPG | PPG  |
| -------- | ---------------- | --- | -- | ---- | ---- | ---- | ---- | --- | --- | --- | --- | ---- |
| 2013-14  | ヴァンダービルト | 30  | 2  | 15.4 | .344 | .236 | .533 | 2.3 | .8  | .3  | .6  | 4.0  |
| 2014-15  | ヴァンダービルト | 35  | 14 | 21.6 | .495 | .400 | .764 | 3.4 | 1.1 | .2  | 1.1 | 8.7  |
| 2015-16  | ヴァンダービルト | 28  | 25 | 27.4 | .403 | .280 | .690 | 7.3 | 1.5 | .5  | 3.0 | 8.9  |
| 2016-17  | ヴァンダービルト | 35  | 35 | 31.5 | .406 | .327 | .857 | 6.2 | 1.2 | .5  | 2.0 | 13.2 |
| 通算     | 通算             | 128 | 76 | 24.1 | .417 | .320 | .779 | 4.8 | 1.1 | .4  | 1.6 | 8.9  |